# Linia kolejowa Owrucz – Wilcza
Linia kolejowa Owrucz – Wilcza – linia kolejowa na Ukrainie łącząca stację Owrucz ze stacją Wilcza. Zarządzana jest przez dyrekcję korosteńską Kolei Południowo-Zachodniej (oddział ukraińskich kolei państwowych).
Znajduje się w obwodach żytomierskim i kijowskim, częściowo na terenie Strefy Wykluczenia wokół Czarnobylskiej Elektrowni Jądrowej. Linia na całej długości jest niezelektryfikowana i jednotorowa.

## Historia
Linia powstała jako część linii Czernihów - Owrucz w latach 20. XX w.. Początkowo leżała w Związku Sowieckim. Po katastrofie w Czarnobylskiej Elektrowni Jądrowej w 1986 linia od Wilczy w stronę elektrowni (Czernihowa) została zamknięta i w kolejnych latach uległa dewastacji. Tym samym linia Owrucz – Wilcza stała się ślepa.
Od 1991 linia znajduje się na Ukrainie. Latem 2021 ponownie otworzono linię z Wilczy do Janiwa. Służy ona składom dojeżdżającym do Centralnego Magazynu Wypalonego Paliwa Jądrowego.